# هاياتو سوزوكي
هاياتو سوزوكي (باليابانية: 鈴木 隼人) (13 مايو 1982 في شيزوكا في اليابان – )؛ هو لاعب كرة قدم ياباني سابق كان يلعب كلاعب وسط.

## وصلات خارجية
- هاياتو سوزوكي على موقع رابطة كرة القدم اليابانية للمحترفين (اليابانية)
- هاياتو سوزوكي على موقع عالم كرة القدم.نت (الإنجليزية)